# トール・エル・ハマム
トール・エル・ハマム（Tell el-HammamまたはTall al-Hammam）とは、ヨルダンアンマン県にある考古遺跡である。ヨルダン川下流の11.7km東、河口からほど近いヨルダン渓谷の東部にあり、死海の北東12.6kmに位置する。この遺跡には、金石併用時代、青銅器時代初期、青銅器時代中期、そして鉄器時代Ⅱの遺跡がある。また、この遺跡を聖書の都市と関連付けようとする様々な試みがある。近くにはHammam巨石原が存在し、周辺にはTall Nimrin、Tall Bleibel、Tall Mustah、Tall Iktanu、Tall Tahouna、Tall Barakat、Tall Kafrayn、Tall Ramaなどの遺跡がある。
遺跡の面積は約36ヘクタールで、平原から約30m高くそびえる小高い墳丘(Upper Tall)と、南西に広がる下部の町（Lower Tall）がある。遺跡の居住は、金石併用時代後期（紀元前4千年紀）に始まり、鉄器時代（紀元前1千年紀）からヘレニズム時代、ローマ時代まで続いた。最大規模に達したのは、重要な要塞が築かれた青銅器時代中期である。
トール・エル・ハマムでの発掘調査は、トリニティ・サウスウエスト大学のSteven Collinsが中心となって2005年から続けられている。この遺跡は、聖書の都市ソドムに関連するという主張のために論争の的となってきたが、主流の考古学者はこの仮説を否定している。また、爆発による壊滅的な破壊という主張も、科学界では懐疑的に受け止められている。

## 歴史
この遺跡への居住が始まったのは土器の発掘結果から銅石器時代後期（紀元前4千年紀）とされている。建築は青銅器時代初期（紀元前3千年紀）に始まり、その頃、遺跡は城壁によって守られていた。青銅器時代中期には、遺跡は最大範囲に達し、要塞が建設された。居住は鉄器時代（紀元前1千年紀）からヘレニズム時代、ローマ時代まで続いた。
トール・エル・ハマムの青銅器時代後期の集落を、ヘブライ語聖書で出エジプトの中継地のひとつとして言及されているAbel-Shittimと同定する研究が、19世紀から存在する。古代では、この集落は、トール・エル・ハマムの北西2.75kmにあるTell er-Ramehを中心とする、都市Liviasの一部であったと考えられている。

## 考古学

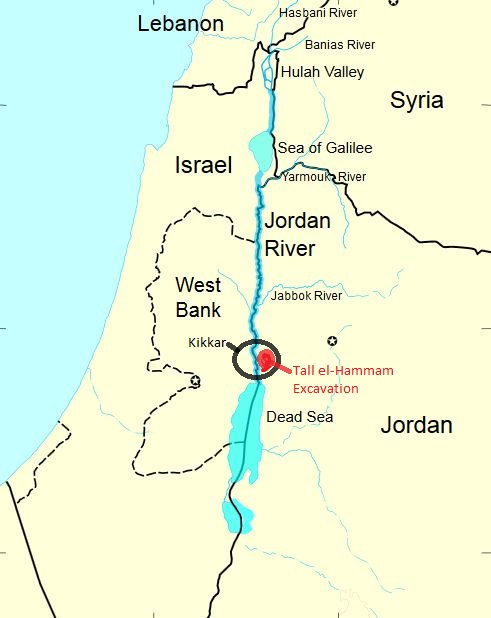
トール・エル・ハマム発掘調査場所ーヨルダン渓谷

遺跡の面積は約36ヘクタールで、そのうち約26ヘクタールが城塞内にある。平地から約30mの高さにそびえる小高い墳丘(Upper Tall)と、南西に広がる広大な低い町(Lower Tall)があり、現在は私有地で農業に使われている。Upper Tallは軍事塹壕や道路工事の影響を受けている。Upper TallとLower Tallは、青銅器時代初期から城壁によって守られていた。遺跡は青銅器時代中期に最大範囲に達した。
19世紀にはClaude Reignier Conderがこの場所を記録し、1932年にはPère Mallonが詳しく記述している。両者とも、その後失われたローマ時代の浴場跡を記しており、それがこの地名の由来（"ハンマーム(hammam)の丘(tell)"）となったと推測されている 。2011年には、この場所で実際に小さなビザンチン様式の浴場施設（5m x 2m）が発見された。
1941年、Nelson Glueckは、聖書のAbel-Shittimに関連するこの遺跡（彼によればTell el-Hammeh es-Samriとも呼ばれる）を訪れた。彼は、高い墳丘から鉄器時代I～II期の土器片を大量に発見し、さらに青銅器時代初期や金石併用時代後期の土器片も発見した。彼は、頂上に南西と北東の方向に鉄器時代の要塞があったことを発見した。要塞は140m × 25mの高さ1.2mの城壁で囲まれており、城壁の両端には防御塔があった。33m×17mの内城があったようだ。彼は、この遺跡はTell el-Kefreinの南東約2.5kmにあると述べた。彼はまた、0.5km南西にある小さな（高さ5m、直径60m）Tell Abu Qarf遺跡が、トール・エル・ハマムと同じ集落複合体の一部である可能性があると指摘した。彼はまた、近くのHammam巨石原とTell Iktanuの支石墓も調査した。
オーストラリアの考古学者Key Pragは、1975年から1976年にかけて、British Institute at Amman for Archaeology and Historyを代表して、近くのTell Iktanuで仕事をしながら、この遺跡を短期間調査した。Pragは1990年に再び調査に訪れ、大きな石灰岩のブロックで覆われた幅3.5mの城壁を発見した。高い丘の要塞エリアは「かなり掘削されていた("much bulldozed")」ため、青銅器時代初期Iの下の町に焦点を当てた。
2005年以来、この遺跡の発掘は、アメリカの認可されていない聖書無誤性主義機関であるトリニティ・サウスウエスト大学のSteven Collinsによって指揮されている。Collinsはこの遺跡を伝説的な聖書の都市ソドムと結びつけているが、この主張は科学者からも他の聖書主義者からも否定されている。2016年、オックスフォード大学のチームは、発掘が古代の墳丘に大きな被害をもたらしたと指摘した。考古学者たちは、「聖書との具体的なつながりを求める人々に向けて意図的に販売されたもの」は高い需要があるため、この遺跡をソドムと関連付けることが、発掘者による略奪や古美術品の違法取引を助長していると懸念を表明した。

### 隕石の空中爆発説
トリニティ・サウスウエスト大学の発掘チームのメンバーの一人を含む、彗星研究グループが後援する研究者グループが、トール・エル・ハマムは隕石の空中爆発によって激烈に破壊されたと主張する論文を発表した。著者の3分の2は彗星研究グループのメンバーであり、彗星研究グループは、ヤンガードリアス期が彗星の衝突によって引き起こされた（ヤンガードリアス衝突仮説）とも主張している。この説は、この遺跡が聖書のソドム滅亡の物語の源流である可能性があるという主張とともに発表されている。
この主張に疑問を呈し、著者らが証拠として使用した画像の一部を改ざんしたことを指摘する者もいた。著者らは当初、写真の改ざんを否定していたが、最終的に訂正を発表し、メジャーや指のような科学的内容とは無関係なものを写真から削除したこと、いくつかの写真を180度回転させたこと、1枚の写真を反転させて方向指示の矢印を見えなくしたことを認めた 。PubPeerで提起された他の懸念は、著者らによってまだ対処されていない。その中には、爆風波の方向と画像が示す方向との不一致、第三者研究者が元の画像データを入手できないこと、結論を裏付ける証拠の欠如、若い地球創造論者の文献の引用、ツングースカ爆発に関する誤った情報などが含まれる。 2023年2月15日、この論文に次のような編集者の注釈が掲載された。「読者には、この論文で提示されたデータと結論について提起された懸念が編集者によって検討されていることを通知する。これらの問題が解決された後に、編集者による回答がなされる予定である。」。
サピエンス人類学雑誌に掲載された寄稿文は、この主張を「疑似科学的」と呼び、科学的誠実さを損なう可能性を示唆し、略奪者による遺跡の破壊につながる可能性があると警告した。また、この遺跡がソドムやゴモラを表していると考える考古学者はほとんどいないと述べている。
隕石衝突災害と小惑星衝突回避の専門家である物理学者マーク・ボスラフは、トール・エル・ハマムにおける人間居住地の破壊は隕石の空中爆発によるものであるという仮説に対して、ソーシャルメディアや紙面で継続して批判を行っている。彼は、隕石の空中爆発が聖書のソドムの町を破壊したという主張で使われてきた、聖書の無誤性という観点に注意を促している。このマーク・ボスラフによる論の詳細についてはSeesaa Wikiにおいても疑似科学批判の一つとして立項され日本語で紹介されている（2024年11月現在）。
衝撃事象を示す証拠を検証すると、隕石の空中爆発を示す適切な基準は満たされていない。

## 関連文献
- S. Collins; G.A. Byers; M.C. Luddeni (22 January 2006). "The Tall el-Hammam Excavation Project, Season Activity Report, Season One: 2005/2006 Probe Excavation and Survey" (PDF). Biblical Research Bulletin. 6 (4). ISSN 1938-694X. 2016年1月27日時点のオリジナル (PDF)よりアーカイブ。

- S. Collins; G.A. Byers; M.C. Luddeni; J.W. Moore (4 February 2007). “The Tall el-Hammam Excavation Project, Season Activity Report, Season Two: 2006/2007 Excavation and Survey”. Biblical Research Bulletin.

- S. Collins; A. Abu Dayyeh; A. abu-Shmais; G.A. Byers; K. Hamdan; H. Aljarrah; J. Haroun; M.C. Luddeni et al. (13 February 2008). “The Tall el-Hammam Excavation Project, Season Activity Report, Season Three: 2008 Excavation, Exploration, and Survey”. Biblical Research Bulletin.

- S. Collins; K. Hamdan; G.A. Byers; J. Haroun; H. Aljarrah; M.C. Luddeni; S. McAllister; Q. Dasouqi et al. (27 February 2009). “The Tall el-Hammam Excavation Project, Season Activity Report, Season Four: 2009 Excavation, Exploration, and Survey”. Biblical Research Bulletin 9 (1).

- S. Collins; K. Hamdan; G.A. Byers; J. Haroun; H. Aljarrah; M.C. Luddeni; S. McAllister; Q. Dasouqi et al. (31 January 2010). The Tall el-Hammam Excavation Project, Season Activity Report, Season Five: 2010 Excavation, Exploration, and Survey.

- K. Schath; S. Collins; H. Aljarrah (2011). “The Excavation of an Undisturbed Demi-Dolmen and Insights from the Ḥammām Megalithic Field, 2011 Season”. Annual of the Department of Antiquities of Jordan 55.  オリジナルの2024-04-28時点におけるアーカイブ。.

- S. Collins; Y. Eylayyan (30 February 2012). The Tall el-Hammam Excavation Project: End of Season Activity Report—Season Seven: 2012 Excavation, Exploration, and Survey.

- S. Collins; H. Tarawneh (15 March 2013). The Tall el-Hammam Excavation Project: End of Season Activity Report—Season Eight: 2013 Excavation, Exploration, and Survey.

- S. Collins; G.A. Byers; C.M. Kobs; P. Silvia (28 October 2014). The Tall el-Hammam Season Nine, 2014: Excavation, Survey, Interpretations and Insights. doi:10.13140/RG.2.2.34089.88169.

- S. Collins; G.A. Byers; C.M. Kobs; P. Silvia (2 April 2015). The Tall el-Hammam Season Ten, 2015: Excavation, Survey, Interpretations and Insights. doi:10.13140/RG.2.2.24023.55203.

- S. Collins; G.A. Byers; C.M. Kobs (March 2016). The Tall el-Hammam Season Eleven, 2016: Excavation, Survey, Interpretations, and Insights. doi:10.13140/RG.2.2.17312.66569.

- N. Saliby (1987). “Tell al Hammam”. Syria 64 (3/4):  268-269.

- Porat, Pinhas (1996). “Tombs at Tell el-Hammam (H. Haman)”. Atiqot (Israel Antiquities Authority) 29:  29-33.

- Skupinska-Løvset; Ilona; פרוטומות מתל (1996). “Funerary busts from Tell el-Hammam”. Atiqot (Israel Antiquities Authority) 29:  35-41.
- 約3600年前に隕石落下による大爆発で大都市が丸ごと吹っ飛んで滅んでいたと判明、「ソドムとゴモラ」のモデルか？ GIGAZINE
- 古代中東の都市が「ツングースカ大爆発」のような天体衝突で破壊されていた可能性が高まる sorae 宇宙へのポータルサイト
- ｢ソドム｣の物語は隕石の衝突から生まれた？…最新の研究が示唆 Business Insider Japan
- ツングースカ級の小天体衝突で滅びた？ ヨルダン渓谷の3600年前の遺跡で発見、ソドム伝承の由来にも Yahoo!Japanニュース
- 退廃の町ソドムは隕石の空中爆発によって滅亡した！「旧約聖書」の史実カタストロフィー／宇佐和通 web-mu.jp

座標: 北緯31度50分26.7秒 東経35度40分28.2秒 / 北緯31.840750度 東経35.674500度